# Adiantum intermedium
Adiantum intermedium är en kantbräkenväxtart som beskrevs av Olof Peter Swartz. Adiantum intermedium ingår i släktet Adiantum och familjen Pteridaceae. Inga underarter finns listade.